# Danny Sapani
Danny Sapani (* 15. November 1970 in London, England, Vereinigtes Königreich) ist ein britischer Schauspieler ghanaischer Abstammung.

## Leben
Sapani wurde als eines von sechs Kindern ghanaischer Einwanderer in London geboren. Seine schauspielerische Ausbildung genoss er an der Central School of Speech and Drama.
Sapani war seit 1992 in mehr als 60 Film- und Fernsehproduktionen zu sehen. 2013 übernahm er in Danny Boyles Thriller Trance – Gefährliche Erinnerung die Rolle des Nate. International bekannt wurde er ab dem Jahr 2014 in der Rolle des Sembene in der Fernsehserie Penny Dreadful, zu deren Hauptbesetzung er gehörte. In der Historienserie The Bastard Executioner war er 2015 als Berber the Moor zu sehen. Ab dem Jahr 2017 verkörperte er in drei Staffeln der Fernsehserie Harlots – Haus der Huren die Rolle des William North. In der Netflix-Fernsehserie The Crown war Sapani in der Rolle des ghanaischen Präsidenten Kwame Nkrumah zu sehen. Es folgten kleinere Rollen in den Kinofilmen Star Wars: Die letzten Jedi und Black Panther. In der Fernsehserie Halo übernahm er die Rolle des Captain Jacob Keyes.
Parallel tritt Sapani am Theater auf, wo er Rollen in Inszenierungen der Stücke The Overwhelming, Big White Fog, Moon on a Rainbow Shawl, Medea, Les Blancs oder Hymn übernahm.

## Filmografie (Auswahl)
- 1992: B & B
- 1997: Richard II (Fernsehfilm)
- 1998: Der Preis des Verbrechens (Trial & Retribution, Fernsehserie, 2 Episoden)
- 2000: Fish (Fernsehserie, 6 Episoden)
- 2001: Hotel
- 2002: Pissboy (Kurzfilm)
- 2002: Anansi
- 2002–2005: Ultimate Force (Fernsehserie, 13 Episoden)
- 2003: Song for a Raggy Boy
- 2003: Serious and Organised (Fernsehserie, 6 Episoden)
- 2003: In Deep (Fernsehserie, 2 Episoden)
- 2005: Little Britain (Fernsehserie, 1 Episode)
- 2006: Blue Murder (Fernsehserie, 1 Episode)
- 2007: Holby Blue (Fernsehserie, 1 Episode)
- 2008: Oxford Murders (The Oxford Murders)
- 2008: The Bill (Fernsehserie, 7 Episoden)
- 2008: Ein Ort für die Ewigkeit (Place of Execution, Miniserie, 3 Episoden)
- 2010: Garrow’s Law (Fernsehserie, 1 Episode)
- 2011: Söldner – Gesetzlos und gefürchtet (Mercenaries)
- 2011: Doctor Who (Fernsehserie, 1 Episode)
- 2011: Shirley (Fernsehfilm)
- 2011: The Jury (Fernsehserie, 1 Episode)
- 2009–2011: Misfits (Fernsehserie, 4 Episoden)
- 2011: Documental (Fernsehfilm)
- 2012: Hard Boiled Sweets
- 2012: Tezz
- 2012: Blackout (Miniserie, 2 Episoden)
- 2012: The Fear (Miniserie, 4 Episoden)
- 2013: Trance – Gefährliche Erinnerung (Trance)
- 2013: Singam 2
- 2014: National Theatre Live: Medea
- 2014–2015: Penny Dreadful (Fernsehserie, 18 Episoden)
- 2015: Danny and the Human Zoo (Fernsehfilm)
- 2015: The Bastard Executioner (Fernsehserie, 10 Episoden)
- 2016: Jadotville
- 2017–2019: Harlots – Haus der Huren (Harlots, Fernsehserie, 22 Episoden)
- 2017: Chewing Gum (Fernsehserie, 1 Episode)
- 2017: Broken (Fernsehserie, 2 Episoden)
- 2017: The State (Miniserie, 1 Episode)
- 2017: The Crown (Fernsehserie, 1 Episode)
- 2017: Star Wars: Die letzten Jedi (Star Wars: The Last Jedi)
- 2018: Black Panther
- 2018: Black Earth Rising (Fernsehserie, 2 Episoden)
- 2018: Taarakaasura
- 2019: Verräter (Traitors, Fernsehserie, 2 Episoden)
- 2019: MotherFatherSon (Fernsehserie, 6 Episoden)
- 2020: Killing Eve (Fernsehserie, 7 Episoden)
- 2020: National Theatre Live: Les Blancs
- 2021: Ear for Eye
- 2021: Hymn (Fernsehfilm)
- 2022–2024: Halo (Fernsehserie, 10 Episoden)
- 2022: Black Panther: Wakanda Forever
- 2023: Girl
- 2024: The Ministry of Ungentlemanly Warfare